# Levuka
Levuka là một thị trấn bên bờ biển phía đông của đảo Ovalau của Fiji, trong tỉnh Lomaiviti, phía Đông Fiji. Thị trấn này trước đây từng là thủ đô của Fiji. Theo điều tra dân số năm 2007, nội thị Levuka có dân số 1.131 người, và 3.266 người sinh sống tại khu vực ven đô thị, chiếm khoảng một nửa dân số trên đảo Ovalau (tổng số 8.360 người trên đảo). Đây là trung tâm kinh tế và cũng là đô thị lớn nhất trong tổng số 24 khu định cư trên đảo. Levuka và đảo Ovalau đã được xem xét là một di sản thế giới của UNESCO trong nhiều thập kỷ, cuối cùng khu vực lịch sử của đảo và thị trấn Levuka đã được công nhận vào tháng 6 năm 2013. Nó là một ví dụ hiếm hoi của một thị trấn hải cảng thuộc địa cuối cùng nhưng vẫn phát triển cộng đồng bản địa và còn tiếp tục đông những người định cư châu Âu hơn khiến nơi đây là một ví dụ nổi bật về một hải cảng, khu định cư cuối thế kỷ 19 ở Nam Thái Bình Dương, phản ánh sự tích hợp của các truyền thống xây dựng địa phương bởi sức mạnh buôn bán, dẫn đến sự xuất hiện của một cảnh quan độc đáo giữa đại dương.

## Lịch sử
Thị trấn hiện đại Levuka được thành lập khoảng năm 1820 bởi những người định cư châu Âu và thương nhân là những cư dân hiện đại đầu tiên trên quần đảo Fiji, đã đua thị trấn trở thành một cảng và khu vực buôn bán giao thương quan trọng. Ngoài thương nhân thì các giáo sĩ, thợ đóng tàu, các nhà đầu cơ, và kẻ lang thang, chính là những thành phần xã hội sinh sống tạo nên thị trấn Levuka. Linh mục Marist thành lập một nhà thờ ở Levuka trong năm 1858. Đến năm 1870, thị trấn có dân số hơn 800 người. Khi các nhà nước hiện đại đầu tiên của Fiji được thành lập vào năm 1871, Seru Epenisa Cakobau được lên ngôi vua tại Levuka. Đến khi Fiji được sáp nhập như một thuộc địa của Anh vào năm 1874, Levuka vẫn là thủ đô cho đến năm 1877, khi chính quyền đã được chuyển đến Suva, mặc dù động thái này chưa chính thức cho đến năm 1882. Nguyên nhân chính là từ mối lo ngại rằng, các vách đá cao 600 mét xung quanh Levuka khiến cho thị trấn không thể mở rộng được.

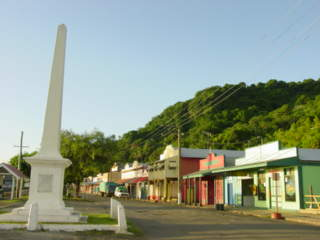
Beach Street, Levuka, Fiji

Levuka nổi tiếng với nhiều thứ "đầu tiên" của Fiji. Đây là địa chỉ của ngân hàng Fiji đầu tiên, bưu điện, trường học, câu lạc bộ thành viên tư nhân, bệnh viện, tòa thị chính, và chính quyền cũng đầu tiên. Tờ báo đầu tiên của Fiji có tên Fiji Times, vẫn còn hoạt động tới ngày nay, được thành lập vào năm 1869 ngay tại Levuka. Levuka của Khách sạn Hoàng gia là khách sạn lâu đời nhất ở Nam Thái Bình Dương vẫn còn hoạt động. Hiện nay chưa xác định tuổi chính xác của nó, nhưng hồ sơ cho thấy rằng nó đã tồn tại từ năm 1860. Trường công lập Levuka lần đầu tiên khai giảng vào năm 1879, là trường công lập đầu tiên ở Fiji và nhiều nhà lãnh đạo Fiji trong những năm đầu dẫn đến và sau độc lập năm 1970 đã được đào tạo ở đây. Hội Tam Điểm lâu đời nhất ở Nam Thái Bình Dương, Lodge Polynesia 562 SC, cũng được tìm thấy tại Levuka. Nó được thành lập vào năm 1875. Levuka cũng là địa điểm của hệ thống điện công cộng đầu tiên của Fiji, bắt đầu vào năm 1927, ba ngày trước khi thủ đô Suva đã được điện khí hóa.

## Kinh tế
Với việc Levuka là một hải cảng như là điểm dừng chân quan trọng cho các tàu biển qua Thái Bình Dương nhưng đã bị dừng vào năm 1950, đe dọa nền kinh tế của thị trấn. Trong năm 1964, công ty đánh cá Thái Bình Dương (PAFCO) được thành lập bởi một công ty của Nhật Bản, chuyên đóng hộp và vận chuyển cá ngừ đóng hộp sang các thị trường ở châu Âu và Canada. Một nhà máy đồ hộp liên doanh giữa chính phủ và PAFCO được khai trương vào năm 1976, và là công ty tư nhân lớn nhất trên đảo Ovalau. Do bị cô lập nên du lịch ở Levuka chỉ đóng vai trò nhỏ trong nền kinh tế trên đảo Ovalau.

## Hành chính và chính trị
Levuka đã được thành lập như là một thị trấn từ năm 1877, và được quản lý bởi Hội đồng Thị trấn bao gồm 8 thành viên, được bầu với nhiệm kỳ 3 năm. Cuộc bầu cử thị trấn ngày 22 tháng 10 năm 2005, đảng SDL của thị trưởng Taniela Bulivou đã thất bại, với việc Đảng Cân bằng chiếm 6 trong 8 ghế. 

## Các điểm đáng chú ý

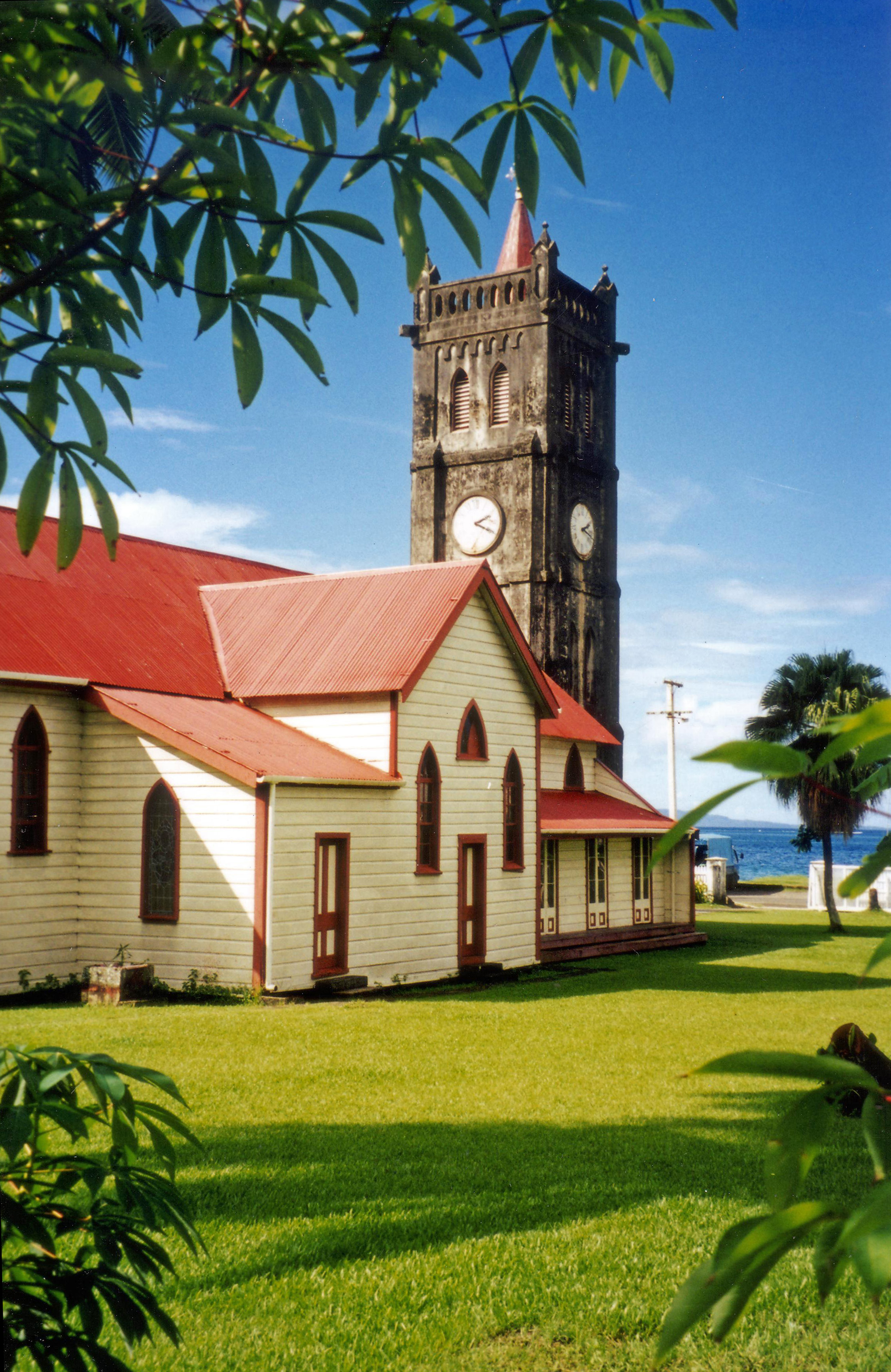
Nhà thờ Thánh Tâm, Levuka

Ở tận cùng phía bắc của Levuka là làng nghề truyền thống của Levuka và Fiji. Trưởng thôn, người mang danh hiệu Tui Levuka, là một hậu duệ của người chủ đảo đã chào đón những người định cư châu Âu đầu tiên. Trong trí nhớ của mình về tổ tiên, tổ tiên của ông cũng được biết đến như "Tamana na vavalagi" (Cha của người châu Âu). Ở cuối phía nam của thị trấn là làng Nasova, nơi vua Seru Epenisa Cakobau ký Chứng thư nhượng, nhượng các đảo cho người Anh vào ngày 10 tháng 10 năm 1874.
Các công trình cộng đồng ở Levuka, trong đó nhà một chi nhánh Bảo tàng Fiji, một thư viện công cộng, trung tâm hàng thủ công, nhà trẻ, sân bóng và hội trường, một cửa hàng xây dựng vào năm 1878 bởi Morris Hedstrom & Co., một công ty kinh doanh thành lập vào đầu năm tại Levuka và ngày nay nó vẫn còn kinh doanh ở Fiji. Morris Hedström xây dựng tòa nhà vào năm 1980. Tiếp giáp với Trung tâm Cộng đồng Levuka là Bến cảng Queens. Trong những năm 1990, nó được sử dụng chủ yếu là để xuất khẩu hàng thủ công địa phương, đôi khi cũng là nơi cập bến của các tàu thuyền nước ngoài bởi Levuka là một trong ba cảng chính cho phép nhập cảnh vào Fiji (hai cảng khác là tại Suva và Lautoka).
Một số địa điểm nổi tiếng khác bao gồm Nhà thờ Thánh Tâm, một di sản của các Giáo phụ Marist, được thành lập vào năm 1858. Ovalau Club, một trong những tổ chức xã hội lâu đời nhất ở Thái Bình Dương hay Tòa thị chính Levuka, nơi các thành viên Hội đồng thị trấn Levuka. Nó được xây dựng vào năm 1898 để vinh danh Nữ hoàng Victoria của Diamond Jubilee.

## Cư dân đáng chú ý
- Ben M. Jannif - kiến trúc sư của Liên đoàn bóng đá Fiji
- Hereward Kesteven - nhà khoa học y tế của Úc
- Graeme Leung - luật sư và cựu chủ tịch của Hội Luật Fiji
- Maria Liku- vận động viên cử tạ dự Olympic của Fiji
- Katharine Susannah Prichard - thành viên của Đảng Cộng sản Úc
- Dave Solomon - vận động viên bóng bầu dục
- Manueli Tulo - vận động viên cử tạ dự Olympic của Fiji
- Filimoni Vulimailaucala AKA Filimoni Seru - vận động viên bóng bầu dục
- Alfred Wendt - cầu thủ cricket của Fiji